# 마리아 사도프스카
마리아 사도프스카(폴란드어: Maria Sadowska, 1976년 6월 27일 ~ )는 폴란드의 싱어송라이터이다.